# Elisa Alvarez
Elisa Alvarez (2003) es una deportista suiza que compite en ciclismo de montaña en la disciplina de campo a través.
Ganó una medalla de bronce en el Campeonato Mundial de Ciclismo de Montaña de 2020 y una medalla de bronce en el Campeonato Europeo de Ciclismo de Montaña de 2020, ambas en la prueba por relevos.

## Medallero internacional
| Campeonato Mundial | Campeonato Mundial  | Campeonato Mundial | Campeonato Mundial         |
| Año                | Lugar               | Medalla            | Competición                |
| ------------------ | ------------------- | ------------------ | -------------------------- |
| 2020               | Leogang (Austria)   | Medalla de bronce  | Campo a través por relevos |
| Campeonato Europeo |                     |                    |                            |
| Año                | Lugar               | Medalla            | Competición                |
| 2020               | Monteceneri (Suiza) | Medalla de bronce  | Campo a través por relevos |